# Río Hollín
Der Río Hollín (im Oberlauf: Río Hollín Grande) ist ein etwa 85 km langer linker Nebenfluss des Río Misahuallí in der Provinz Napo in Ecuador.

## Flusslauf
Der Río Hollín entspringt in der Cordillera Real auf einer Höhe von etwa 2500 m. Das Quellgebiet liegt 13 km westlich vom Vulkan Sumaco. Der Fluss trägt auf den oberen 30 km die Bezeichnung Río Hollín Grande. Er fließt anfangs in überwiegend südlicher Richtung entlang der Südwestflanke des Sumaco. Bei Flusskilometer 55 überquert die Fernstraße E20 (Tena–Puerto Francisco de Orellana) den Fluss. An dieser Stelle trifft der Río Hollín Chico von Nordwesten kommend auf den Fluss. Dieser heißt nun Río Hollín. Der Río Hollín behält seine grobe Fließrichtung nach Süden bei. Bei Flusskilometer 20 bzw. 17,5 münden die Flüsse Río Chontayacu und Río Jondachi rechtsseitig in den Río Hollín. Dieser erreicht schließlich 7 km westlich der Stadt Tena den nach Osten strömenden Río Misahuallí, 16 km oberhalb dessen Mündung in den Río Napo.

## Einzugsgebiet
Der Río Hollín entwässert ein Areal von etwa 910 km². Das Einzugsgebiet erstreckt sich über einen 35 km langen Abschnitt entlang der Ostflanke der Cordillera Real südwestlich des Vulkans Sumaco.